# پرو ۱۰۸۶۶
سیارک ۱۰۸۶۶ (به انگلیسی: 10866 Peru، نامگذاری:1996NB4) ده هزار و هشتصد و شصت و ششمین سیارک کشف شده‌است که در ۱۴ ژوئیه ۱۹۹۶ کشف شد.
قدر مطلق سیارک برابر ۱۴٫۴۰ است.